# Digitipes krausi
Digitipes krausi är en mångfotingart som beskrevs av Dobroruka 1968. Digitipes krausi ingår i släktet Digitipes och familjen Scolopendridae. Inga underarter finns listade i Catalogue of Life.